# オルコック (小惑星)
オルコック (3174 Alcock) は小惑星帯に位置する小惑星。ローウェル天文台でエドワード・ボーエルが発見した。
イギリスのアマチュア天文家、ジョージ・オルコック (George Eric Deacon Alcock) から命名された。